# Чучул камък
Чучул камък (Чучуль камик) е коничен менхир в землището на с. Овчарово, Западен Сакар, Община Харманли.
Археолозите предполагат, че обектът е играел важна роля в култа към плодородието за населявалите този регион местни тракийски племена, които са изпълнявали сезонни ритуали около камъка. В по-късен период при Чучул камък са се провеждали народни събори.

## Наименование
Според някои изследвания наименованието на обекта идва от „Чучукъ камък“ (като „чучукъ“ в превод от турски означава „момче“).

## Откритие
Българският археолог Георги Бончев публикува обекта през 1901 г., като споменава, че на място са съществували и други менхири, от които най-масивният е носел наименованието „Чучул камък“, който единствено е оцелял до наши дни.

## Описание и особености
Коничният менхир „Чучул камък“ представлява грубо оформена конусовидна трахитна колона с надземна височина 2,10 m и диаметър 1 m. Менхирът се свързва с ранно-тракийската култура, но предназначението му е неизяснено. Първоначално обектът се е намирал на около 4 m от сегашното си местонахождение и е бил с 0,60 m по-висок, но е преместен при строежа на пътя. Върху менхира с червена боя са обозначени посоките на света.
„Чучул камък“ е разположен в южния край на с. Овчарово, като дебелият му край е забит в земята и е леко наклонен на една страна.
До средата на 1860-те години около менхира е правен събор на Димитровден, като на мястото местните жители са играели хората през постите от Заговезни до Великден.
В м. „Орехчето“ на североизток от селото през 1970-те години при теренни проучвания, археолозите регистрират селище от ранната Желязната епоха, което без съмнение е било свързано с менхира „Чучул камък“ и прилежащите му обекти, които са били унищожени с времето.

## Опазване и социализация
През 2008 г. около менхирът са изградени ниски оградни стени, върху които е поставена верижна ограда. Поставена е и информационна табела, която пояснява, че това е единственият менхир в България и в Югоизточна Европа, която информация е базирана на стари научни изследвания и не е коректна. 